# 黄明珍
黄明珍（Jan Wong，1953年—），华裔加拿大人，新闻记者，1953年出生于加拿大魁北克省蒙特利尔。她是蒙特利尔商人Bill Wong餐馆创始人黄焕霖（Bill Wong）的女儿，目前为加拿大报纸《环球邮报》工作。

## 生平
文化大革命末期，黄明珍离开麦吉尔大学来到中国。由于她是一名乐观的毛泽东主义者，因此成为了两名可以在北京大学学习的外国大学生之一。在北京求学期间，她主动告发了一位想要逃到西方去而向她求助的同学。这位同学随后被羞辱并开除学籍。
黄明珍逐渐对中国共产党的意识形态感觉灰心，并回到了加拿大。黃明珍年輕時參加過海外青年暑期返國研習團（俗稱「美加營」或「愛之船」）。她在哥伦比亚大学讀新闻学，并在若干年后以《环球邮报》国外通信记者的身份回到中国，并报导了当时发生的六四天安门事件。此后她把她在中国的经历整理成《神州怨》(Red China Blues)，但立即被中国封禁。九十年代后期回国旅行以后，她出版了第二本书《黄明珍的中国》，在这本书里她很少提及自己对中国当今社会生活、经济和政治的看法。
在九十年代后期，黄明珍开始为《环球邮报》写专栏《与……共进午餐》。在专栏中，她通过共进午餐来描写名人，并使她更加成为加拿大新闻界家喻户晓的人物。黄明珍因为她专栏反抗的风格而备受批评，但她的名声并未因此而消退。专栏文章被选编入《与黄明珍共进午餐》。在2006年，黄明珍希望通过模仿芭芭拉·艾伦瑞克的作品风格来吸引人们的注意，秘密到一些富有的多伦多人家家里做清洁女工。
黄明珍和Norman Shulman与1976年结婚，育有儿子本(1991年生)和撒姆(1994年生)。Norman Shulman在越战时期逃脱美国兵役，放弃在加拿大流亡，和父亲Jack Shulman一起到中国生活，却在文化大革命的混乱中被Jack和他妻子Ruth一个人落在中国。

## 争论
黄明珍在2006年12月16日《环球邮报》上发表了文章《Get under the desk》。

## 著作
- 《神州怨：我从毛泽东时代走到现在的长征》, 黄明珍, Doubleday, 1997, 一般纸皮书, 416页, ISBN 0-385-48232-9 (Contains, besides extensive autobiographical material, an eyewitness account of the Tiananmen Massacre and the basis for a realistic estimate of the number of victims.)
- 《黄明珍的中国：一个不是很像外国的通信报导》, 黄明珍, 加拿大Doubleday, 1999, 一般纸皮书, 320页, ISBN 0-385-25939-5
- 《与黄明珍共进午餐》, 黄明珍, Bantom. (2001年6月), 一般纸皮书, ISBN 0-385-25982-4